# Budaváry József
Budaváry József (Budavári; Rózsahegy, 1844. április 30. – Trencsén, 1905. február 10.) kegyes-tanítórendi áldozó-pap, egyházi író, költő, szerkesztő, műfordító, tanár.

## Élete
Szülei Potkan János és Benko Zsuzsanna voltak. Rózsahegyen tanult, majd a lőcsei gimnáziumba járt és Vácott érettségizett. A Pesti Egyetemen tanult tovább, ahol tanári diplomát szerzett laton, görög és német nyelvből. 1861-ben belépett a piarista rendbe és 1867-ben Rózsahegyen felszentelték. 
Latin és görög nyelv tanára volt Nyitrán, 1870-től a szegedi főgimnáziumban, 1891-től Kolozsvárott, 1893-tól Rózsahegyen, 1903-tól Vácott, 1904-től Trencsénben. Szlovák érzelmű volt és szlovák lapokat járatott, ami miatt egyházi feljebbvalóival összetűzésbe került. Gazdag könyvtárát, mint hagyatékot Budapestre szállították.
Rózsahegyen az öreg temetőben nyugodott, sírját felszámolták.

## Művei
- 1870 Phaedri Augusti Liberti fabularum aesopiarum libri quinque. Szótárral ellátta. Pest
- 1871 Taciti Annales. Magyarázata. Görög és latin Remekirók 16. Pest
- 1878-1881 Szepesi Imre Latin alaktanát átdolgozta. I. rész. 13. kiadás. Budapest, 1878. II. rész. 8. k. 1877. 9. k. 1881. Budapest
- 1883 Latin gyakorló- és olvasó-könyv az I. és II. gymn. osztály számára. Budapest (Ism. Tanáregyl. Közlöny XVI.)

Szülei emlékét megörökítő írása (1895) kéziratban maradt.